# Marijana Kovačević (tennista)
Marijana Kovačević   (Zagreb, 20 de juliol de 1978) és una tennista professional croata retirada.
Jugadora dretana de Zagreb, Kovačević va debutar al quadre principal de l'Associació de Tennis Femení (WTA), el Bol Ladies Open, el 1995, com a convidada (wildcard). Va perdre el seu partit de primera ronda en tres sets davant Ludmila Richterová.
Kovačević va competir principalment al circuit de la Federació Internacional de Tennis (ITF), guanyant tres títols en individuals i set títols en dobles.

## Finals del Circuit ITF

### Individuals: 8 (3–5)
| Resultat      | Data             | Torneig                   | Superfície   | Oponent             | Sets             |
| ------------- | ---------------- | ------------------------- | ------------ | ------------------- | ---------------- |
| No guanyadora | 4 setembre 1995  | Poreč, Croàcia            | terra batuda | Katja Kovač         | 3–6, 6–3, 6–7(4) |
| No guanyadora | 23 juny 1997     | Milà, Itàlia              | gespa        | Andreea Ehritt-Vanc | 2–6, 3–6         |
| Guanyadora    | 14 juliol 1997   | Civitanova Marche, Itàlia | terra batuda | Katia Piccolini     | 6–0, 6–0         |
| Guanyadora    | 7 setembre 1997  | Supetar, Croàcia          | terra batuda | Darina Mecova       | 2–6, 6–3, 6–3    |
| No guanyadora | 14 setembre 1997 | Šibenik, Croàcia          | terra batuda | Maja Palaveršić     | 2–6, 6–4, 2–6    |
| Guanyadora    | 26 juliol 1998   | Lido di Camaiore, Itàlia  | terra batuda | Alice Canepa        | 5–7, 6–4, 6–2    |
| No guanyadora | 28 novembre 1998 | Milà, Itàlia              | terra batuda | Magdalena Kučerová  | 2–6, 6–3, 3–6    |
| No guanyadora | 17 setembre 2000 | Biograd na Moru, Croàcia  | terra batuda | Daniela Casanova    | 6–1, 1–6, 4–6    |

### Dobles: 13 (7–6)
| Resultat      | Data             | Torneig                      | Superfície   | Companya                  | Oponents                                 | Sets             |
| ------------- | ---------------- | ---------------------------- | ------------ | ------------------------- | ---------------------------------------- | ---------------- |
| Guanyadora    | 20 juliol 1997   | Civitanova Marche, Itàlia    | terra batuda | Kristina Pojatina         | Roberta Lamagni Flavia Pennetta          | 6–4, 6–1         |
| Guanyadora    | 14 setembre 1997 | Šibenik, Croàcia             | terra batuda | Kristina Pojatina         | Ana Radeljević Katarina Valkyova         | 6–3, 6–2         |
| No guanyadora | 24 maig 1998     | Mòdena, Itàlia               | terra batuda | Kristina Pojatina         | Alice Canepa Alessia Lombardi            | 7–6, 3–6, 5–7    |
| Guanyadora    | 21 juny 1998     | Grado, Itàlia                | terra batuda | Maja Palaveršić           | Vanina Casanova Andreea Vanc             | 3–6, 6–3, 6–1    |
| Guanyadora    | 20 juliol 1998   | Lido di Camaiore, Itàlia     | terra batuda | Zuzana Hejdová            | Giana Gutiérrez Eugenia Maia             | 6–2, 6–0         |
| No guanyadora | 24 agost 1998    | Milà, Itàlia                 | gespa        | Giulia Casoni             | Hiroko Mochizuki Ryoko Takemura          | 6–4, 6–7(5), 4–6 |
| Guanyadora    | 27 setembre 1998 | Šibenik, Croatia             | dura (i)     | Katarina Srebotnik        | Blanka Kumbárová Olga Vymetálková        | 6–3, 6–1         |
| No guanyadora | 17 maig 1999     | Pesaro, Itàlia               | terra batuda | Ekaterina Sysoeva         | Dragana Ilić Maja Matevžič               | 4–6, 3–6         |
| Guanyadora    | 10 abril 2000    | Hvar, Croàcia                | terra batuda | Mara Santangelo           | Zuzana Hejdová Petra Kučová              | 6–3, 4–6, 6–3    |
| Guanyadora    | 28 agost 2000    | Mostar, Bòsnia i Herzegovina | terra batuda | Maja Palaveršić           | Magdalena Marszalek Daria Panova         | 6–2, 6–0         |
| No guanyadora | 4 setembre 2000  | Zadar, Croàcia               | terra batuda | Ivana Višić               | Petra Dizdar Mia Marovic                 | 2–6, 3–6         |
| No guanyadora | 8 abril 2001     | Atenes, Grècia               | terra batuda | Biljana Pawlowa-Dimitrova | Sandra Klemenschits Daniela Klemenschits | 3–6, 5–7         |
| No guanyadora | 14 abril 2002    | Makarska, Croàcia            | terra batuda | Daniela Casanova          | Petra Cetkovská Tina Hergold             | 5–7, 2–6         |